# Alts
Alts Bandai Ski & Snowboard Resort – japoński ośrodek narciarski i snowboardowy w Prefekturze Fukushima, we wschodniej części wyspy Honsiu. Najbliżej położone miasta to Bandai oraz Inawashiro.
Rozgrywano tu zawody w ramach Pucharu Świata w snowboardzie.